# James McConnell
James William McConnell (Newcastle upon Tyne, 13 de setembro de 2004) é um futebolista inglês que atua como meio-campista. Atualmente defende o Liverpool.

## Carreira
Formado na base do Sunderland, McConnell chegou ao Liverpool em 2019, passando a atuar regularmente pela equipe Sub-21 dos Reds na temporada 2021–22 mesmo com apenas 16 anos de idade. Após completar 17 anos, assinou seu primeiro contrato profissional, que foi renovado em outubro de 2022 com um acordo de longo prazo.
Incluído em uma relação de 27 jogadores que fariam a pré-temporada em Singapura em julho de 2023, foi elogiado pelo técnico Jürgen Klopp por seus esforços durante a passagem do Liverpool pelo país do Sudeste Asiático, além de ter sido elogiado por ex-jogadores e jornalistas.. Foi relacionado pela primeira vez a uma partida do time principal em agosto de 2023, mas não saiu do banco de reservas contra o Chelsea, estreando como profissional na vitória por 5 a 1 sobre o Toulouse, pela fase de grupos da Liga Europa da UEFA. A primeira partida de McConnell na Premier League foi em novembro de 2023, substituindo Dominik Szoboszlai na vitória por 3 a 0 sobre o Brentford.
O meio-campista atuou ainda em 2 jogos da Copa da Inglaterra (Norwich City e Southampton) e na final da Copa da Liga Inglesa frente ao Chelsea, entrando no lugar de Cody Gakpo aos 42 minutos do segundo tempo e levando um cartão amarelo no primeiro tempo da prorrogação.

## Estilo de jogo
Inicialmente atuando como meia ofensivo, McConnell decidiu se adaptar para jogar como meia-central após as saídas de Fabinho e Jordan Henderson para o futebol da Arábia Saudita em 2023.

## Estatísticas
Atualizado até 25 de fevereiro de 2024
| Equipe           | Temporada | Campeonato nacional | Campeonato nacional | Campeonato nacional | Copa nacional | Copa nacional | Copa da Liga | Copa da Liga | Competições continentais | Competições continentais | Outras competições | Outras competições | Total | Total |
| Equipe           | Temporada | Divisão             | Jogos               | Gols                | Jogos         | Gols          | Jogos        | Gols         | Jogos                    | Gols                     | Jogos              | Gols               | Jogos | Gols  |
| ---------------- | --------- | ------------------- | ------------------- | ------------------- | ------------- | ------------- | ------------ | ------------ | ------------------------ | ------------------------ | ------------------ | ------------------ | ----- | ----- |
| Liverpool Sub-21 | 2023–24   | —                   | —                   | —                   | —             | —             | —            | —            | —                        | —                        | 2                  | 0                  | 2     | 0     |
| Liverpool        | 2023–24   | Premier League      | 3                   | 0                   | 2             | 0             | 2            | 0            | 2                        | 0                        | —                  | —                  | 9     | 0     |
| Total            | Total     | Total               | 3                   | 0                   | 2             | 0             | 2            | 0            | 2                        | 0                        | 0                  | 0                  | 11    | 0     |

1. ↑  Jogos pelo EFL Trophy
2. ↑  Jogos pela Liga Europa

## Títulos
Liverpool
- Copa da Liga Inglesa: 2023–24[18]